# Sutton’s Cycle Agency

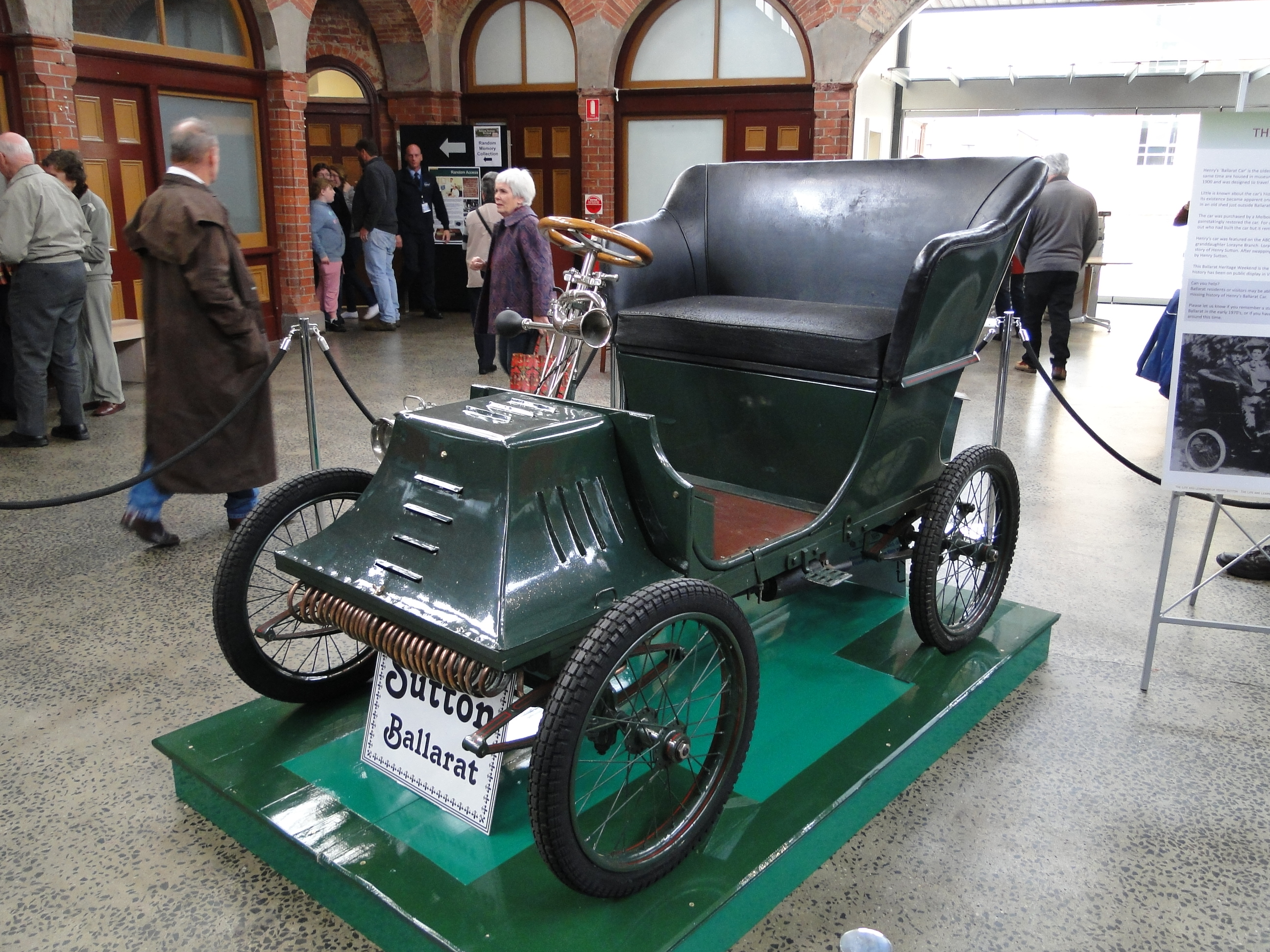
Sutton

Sutton’s Cycle Agency war ein australischer Hersteller von Automobilen.

## Unternehmensgeschichte
Das Unternehmen aus Melbourne begann 1898 unter Leitung von Henry Sutton mit der Produktion von Automobilen. Der Markenname lautete Sutton. 1901 endete die Produktion. Insgesamt entstanden nur wenige Fahrzeuge.

## Fahrzeuge
Sutton stellte 1898 ein Dreirad mit einem Zweizylindermotor her.
1899 folgte ein vierrädriger Kleinwagen. Ein luftgekühlter Einzylindermotor mit 4 PS Leistung trieb über Ketten die Vorderräder an. Die Lenkung wirkte je nach Quelle auf alle vier Räder oder nur auf die Hinterräder. Die offene Karosserie bot Platz für zwei Personen. Oberhalb des Motors konnte ein weiterer Sitz montiert werden.
1901 folgte ein Modell mit einem wassergekühlten Motor mit 1565 cm³ Hubraum und 6 PS Leistung. Die Tonneau-Karosserie bot Platz für vier Personen. Die Vorderräder wurden gelenkt.